# Fleur bleue (collection)
Pour les articles homonymes, voir Fleur bleue.
La Collection fleur bleue  est une collection française de romans sentimentaux aux Éditions de Lutèce créée vers 1943.

## Liste des titres
- 1 Je suis une fille laide par Nicole Moncey
- 2 Nuages sur notre amour par Sergine Montar
- 3 Le Médaillon d'or par Maryl Constant
- 4 Larmes d'amour par Maryl Constant
- 5 Rêve d'amour par Maryl Constant
- 6 Pour toute la vie par L. Baldini
- 7
- 8
- 9
- 10 Le Château des amours par E. Barclay
- 11 la rivale par A. Hilaire
- 12 Marie-Claire et le bonheur par F. Nogey
- 13 Les Tulipes de cristal par Sonia Fournier
- 14 Le Berger du désert par Berthe Grimault
- 15 Angelot, mon amour par Janine Abdon
- 16
- 17 Un Premier amour par Maryl Constant
- 18 Sourire à l'amour par Sergine Montar
- 19 Sables d'or par Janine Abdon
- 20 Les Yeux d'émeraude par Sonia Fournier
- 21 Incomprise par Sergine Montar
- 22 La Force de l'amour par Maryl Constant
- 23 Femme d'un seul amour par Maryvonne
- 24 Tes yeux sont des étoiles par Germaine Le Magorou
- 25 Tourments d'amour par Maryl Constant
- 26  L'Amour change tout par Sergine Montar
- 27 La Peur d'aimer par Maryl Constant
- 28 Toi que j'attends par Maryl Constant
- 29 Trois cœurs dans la grande boucle par Sonia Fournier
- 30 Un Cœur pour deux par France Dicy
- 31 Le Bonheur retrouvé par Sergine Montar
- 32 Rosalinde et son secret par Maryl Constant
- 33 Vent d'orage par France Dicy
- 34 Chemin à deux par Maryl Constant
- 36 L'Éveil de l'amour par Maryl Constant
- 37 Jeux de cœurs par Sonia Fournier
- 38 Fabienne et son amour par Sergine Montar
- 39 De l'amour et des larmes par Maryl Constant
- 40
- 41 Anita d'Oléron par Sonia Fournier
- 42 Le Destin passe par Sergine Montar
- 43 Mon bel amour par Maryl Constant
- 44 Reine d'un cœur par Sergine Montar
- 45
- 46
- 47 La fée Josiane par Sonia Fournier
- 48 Nadia et l'inconnu par Maryl Constant
- 49 L'Amour perdu par Sergine Montar
- 50
- 51 Les Pièges de l'amour par Sergine Montar
- 52 Pour que chante l'amour par Germaine Le Magorou
- 53 Celui que j'attendais par Maryl Constant